# Jeleznodorojny
Ne doit pas être confondu avec Jeleznodorojny (anciennement Gerdauen) dans l'oblast de Kaliningrad.
Jeleznodorojny (en russe : Железнодорожный) est une ville de l'oblast de Moscou, en Russie. Sa population s'élevait à 146 251 habitants en 2014.

## Géographie
Jeleznodorojny est située à 21 km à l'est de Moscou.

## Histoire
La fondation de Jeleznodorojny date de 1861 et de la création de la gare de chemin de fer d'Obiralovka (Обира́ловка). La localité fut rendue célèbre par Léon Tolstoï, puisque c'est là que mourut le principal personnage de son roman Anna Karénine.
En 1938, elle prit le nom de Jeleznodorojny et accéda au statut de commune urbaine en 1938. Elle reçut le statut de ville en 1952. Dans les années 1960, les localités de Koutchino (Ку́чино), Savvino (Са́ввино), Temnikovo (Те́мниково) et Sergueïevka (Серге́евка) furent incorporées à Jeleznodorojny.
Koutchino est historiquement associé au nom d'Andreï Biély, le poète russe qui y vécut de 1925 à 1931.

## Population
Recensements (*) ou estimations de la population :
| 1926* | 1939* | 1959*  | 1970*  | 1979*  |
| ----- | ----- | ------ | ------ | ------ |
| 1 000 | 7 354 | 19 243 | 57 060 | 76 455 |

| 1989*  | 2002*   | 2010*   | 2013    | 2014    |
| ------ | ------- | ------- | ------- | ------- |
| 97 426 | 103 931 | 131 257 | 137 961 | 146 251 |

## Personnalités liées à la ville
- Andreï Biély (1880-1934), écrivain et poète russe, a vécu à Jeleznodorojny de 1925 à 1931.
- Oleg Popov (1930-2016), clown et artiste de cirque russe, a vécu quelques années de son enfance à Jeleznodorojny.
- Ildar Dadine (1982-2024), militant russe, né à Jeleznodorojny.
- Svetlana Khodtchenkova (1983-), actrice russe, a longtemps vécu avec sa mère à Jeleznodorojny.